# Капитан из Кёпеника
Фридрих Вильгельм Фогт (нем. Friedrich Wilhelm Voigt; 13 февраля 1849, Тильзит — 3 января 1922, Люксембург) — немецкий сапожник и авантюрист родом из Восточной Пруссии. Прославился как «капитан» из Кёпеника.

## Биография
Вильгельм Фогт родился в 1849 году в семье тильзитского сапожника. В возрасте 14 лет он был приговорён к 14 дням заключения за кражу. В 1864—1891 годах он четырежды приговаривался к заключению за кражи и два раза — за подделку документов. В конце концов в 1890 году он, вооружённый ломом, совершил неудачную попытку ограбления судебной кассы в Вонгровеце в относившейся тогда к Пруссии провинции Позен и получил за это 15 лет тюремного заключения. После освобождения из заключения в 1906 году переехал в Висмар и работал у придворного сапожника, пока не получил запрет на проживание в великом герцогстве Мекленбург-Шверин. Оттуда Фогт переехал к своей сестре Берте в Риксдорф под Берлином (ныне берлинский район Нойкёльн). 24 августа 1906 года Вильгельм Фогт получил распоряжение покинуть Берлин, которое он, однако, не выполнил.

### Кёпеникиада
Для своей операции Фогт приобрёл по частям у старьёвщиков военную форму капитана. 16 октября 1906 года в форме капитана днём, когда проходила смена караула, Фогт остановил на одной из улиц западной части города два отделения солдат-гвардейцев, предъявив им подложный экстренный приказ кабинета, взял над ними командование и направился в Кёпеник по железной дороге. Солдатам Фогт объяснил, что не смог реквизировать автомобиль. По дороге «капитан» купил солдатам пива и, прибыв в Кёпеник, где на вокзале он выдал каждому солдату по одной марке, захватил здание ратуши тогда ещё самостоятельного города Кёпеник. Местным жандармам он приказал заблокировать прилегающую территорию и обеспечить тишину и порядок. Для того, чтобы ориентироваться на месте, Фогт даже прикомандировал себе чиновника. Затем в его кабинете «капитан» арестовал бургомистра Георга Лангерханса и главного кассира фон Вильтберга за «нерегулярные расчёты за подземные работы». Фогт реквизировал городскую кассу, в которой по разным данным было от 3557 до 4002 марок под квитанцию, подписав её фон Мальцан, фамилией директора тюрьмы, где он последний раз отбывал наказание. Из газетных репортажей известно, что Фогту удалось удерживать для своих телефонных звонков в Берлин в течение часа кёпеникскую почту.

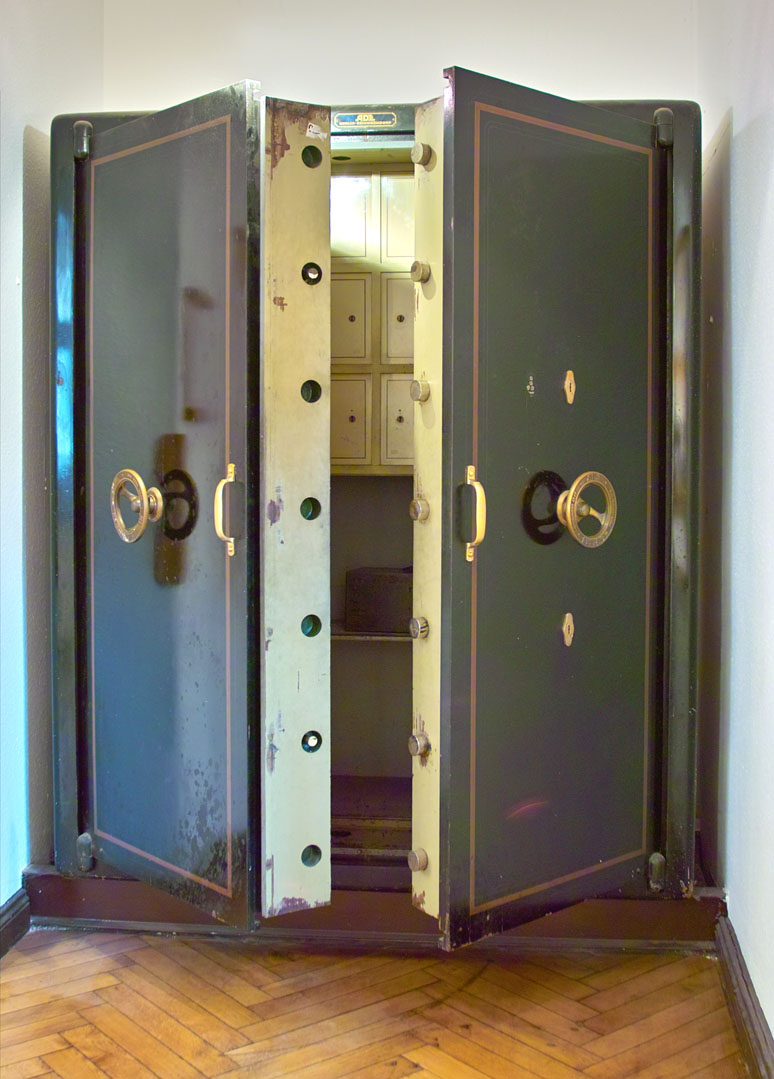
Исторический сейф в ратуше Кёпеника

Касательно дальнейшей судьбы денежной суммы, как и о мотивах налёта, существуют противоречивые версии. В своей биографии и позднее в своих выступлениях сам Фогт утверждал, что он не прикасался к деньгам и собственно хотел добыть себе паспорт, который у него отняли при выдворении. Однако его биограф Винфрид Лёшбург предполагает, что на самом деле Фогта интересовал не паспорт, а два миллиона марок, которые по слухам хранились в бронированном сейфе ратуши Кёпеника. Об этом говорит и тот очевидный факт, что своё преступление Фогт планировал, ещё находясь в заключении, а паспорт у него изъяли лишь незадолго до событий в Кёпенике. Кроме того, как известно, паспорта выдавались не в ратуше Кёпеника, а в Тельтове.
После завершения своей акции «капитан» из Кёпеника приказал своей команде удерживать здание ратуши ещё полчаса. Сам же он на глазах любопытной толпы отправился на вокзал. В привокзальном ресторане, как описывали впоследствии газеты, он залпом осушил бокал пива и исчез, сев на ближайший поезд в направлении Берлина. В магазине мужской одежды Фогт приобрёл себе гражданскую одежду. Десять дней спустя он был арестован за завтраком: его сдал полиции за крупное вознаграждение бывший сокамерник, посвящённый в планы Фогта. Земельный суд приговорил «капитана» из Кёпеника к четырём годам тюремного заключения за «незаконное ношение военной формы, преступления против общественного порядка, лишение свободы, мошенничество и подделку документов», однако он был помилован кайзером Вильгельмом II и досрочно освобождён 16 августа 1908 года из тюрьмы Тегель.

## Общественный резонанс
Над гениальной аферой хохотала вся Германия. Кайзер потребовал незамедлительно предоставить ему отчёт по телеграфу, читая который, он якобы со смехом сказал: «Вот что значит дисциплина. Ни один народ мира не сможет за нами угнаться!». В досье на «капитана» из Кёпеника кайзер сделал пометку: «гениальный малый».

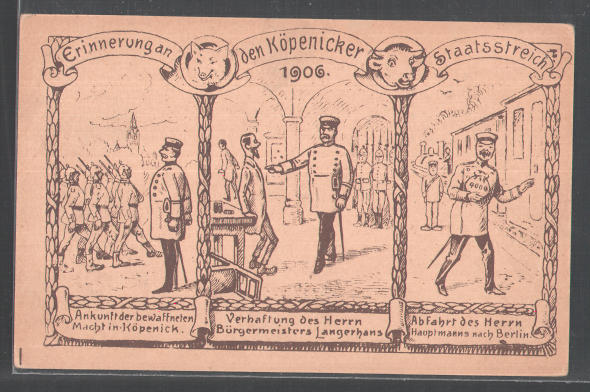
Сатирическая открытка о «капитане» из Кёпеника

Благодаря резонансу в средствах информации и огромному количеству юмористических почтовых открыток, фотографий и сатирических стихов это преступление получило известность не только в Германии, но и за её пределами, и обеспечило «капитану» из Кёпеника славу «Тиля Уленшпигеля вильгельмовского военного государства», как его назвал люксембургский историк Марк Йек. Густав Майринк написал рассказ «Испарившийся мозг», посвященный Фогту. На судебный процесс над Фогтом съехались журналисты со всего мира. В течение всего времени, которое Фогт провёл за решёткой, власти были завалены запросами, посланиями, просьбами об автографах и прошениями о помиловании «капитана», приходившими не только от немцев, но и из-за границы. Ещё во время заключения в тюрьме Тегель Фогту предлагались крупные суммы за эксклюзивные права на его биографию. Освободившись, Фогт окончательно стал объектом индустрии развлечений.
Повеселившись и позлорадствовав, общество вскоре задумалось над тем, как офицер, не имея ничего, кроме формы, мог остановить деятельность гражданских властей. Многие увидели в этом происшествии серьёзный симптом, свидетельствовавший о внушительной роли военных в кайзеровской Германии. Иностранная пресса также узрела в произошедшем, несмотря на всю его комичность, господствующую роль германских военных в государстве и обществе.

### После освобождения из тюрьмы

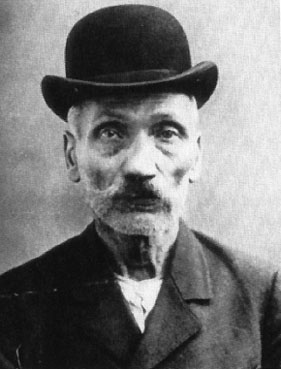
Фотография Вильгельма Фогта из полицейского досье

«Кёпеникиада» сделала Фогта популярным. Прямо в день освобождения его голос был увековечен на граммофонной записи, за которую он получил 200 марок. Последовавшие выступления в Риксдорфе собирали огромные толпы народа и привели даже к вмешательству сил правопорядка. Четырьмя днями позже в честь открытия его восковой фигуры в берлинском музее «Castans Panoptikum» на Унтер-ден-Линден Фогт вновь появился на публике, подписывал фотографии и выступил с речью. Фогт объездил всю Германию, выступая в трактирах и на ярмарках. В залах и на аренах цирков Фогт изображал «капитана» из Кёпеника и продавал свои автографы на карточках со своим изображением в военной форме и гражданской одежде. В его представлениях принимали участие и некоторые солдаты из его команды, фотографировавшиеся с ним. В 1909 году под названием «Как я стал „капитаном“ из Кёпеника» в Лейпциге вышла его автобиография.
Фогт, пользовавшийся особой симпатией среди низших слоёв населения, постоянно пренебрегал обязанностью отмечаться в полиции и часто подвергался арестам. Власти на местах не устраивали сопровождавшие выступления «капитана» из Кёпеника насмешки и издевательства над государством и военными. Фогт подумывал об эмиграции и предпочитал выступать преимущественно за пределами Германии. Есть неподтверждённые сведения, что в марте 1910 года Фогту был разрешён въезд в США, где его турне имело огромный успех.

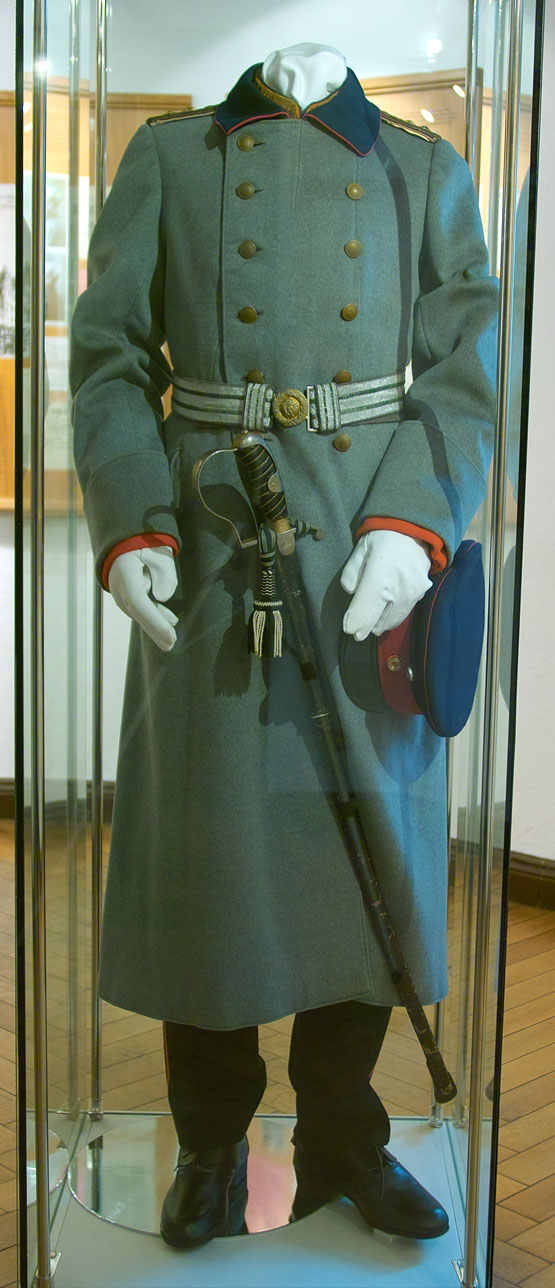
Капитанская форма Фогта демонстрируется в ратуше Кёпеника

1 мая 1910 года Фогт получил гражданство Люксембурга и, поселившись там, предпочёл своим выступлениям работу официанта и сапожника. Благодаря своей популярности он достиг некоторого материального достатка и стал даже одним из немногих владельцев авто в Люксембурге, на котором он путешествовал с хозяйкой своей квартиры и её детьми. В 1912 году Фогт приобрёл дом в Люксембурге, где и проживал вплоть до своей смерти.
«Капитану» из Кёпеника пришлось ещё раз встретиться с прусскими военными, когда поздней осенью 1914 года он был ненадолго арестован во время оккупации Люксембурга германскими войсками в ходе Первой мировой войны. Допрашивавший его лейтенант оставил в своём дневнике запись: «Для меня остаётся загадкой, как такой жалкий человек мог когда-то потрясти всю Пруссию».

### Смерть
В последние годы жизни Вильгельм Фогт больше не появлялся на людях. 3 января 1922 года обнищавший в войну от инфляции, тяжело страдавший от болезни лёгких Фогт умер в возрасте 72 лет в Люксембурге и был похоронен на местном кладбище. По легенде, траурному шествию встретился отряд французских солдат, которые в то время стояли в Люксембурге. Командир французов спросил об усопшем и, получив ответ: «капитан» из Кёпеника, приказал своим солдатам отдать процессии воинские почести, решив, что хоронят настоящего капитана.

### Могила в Люксембурге

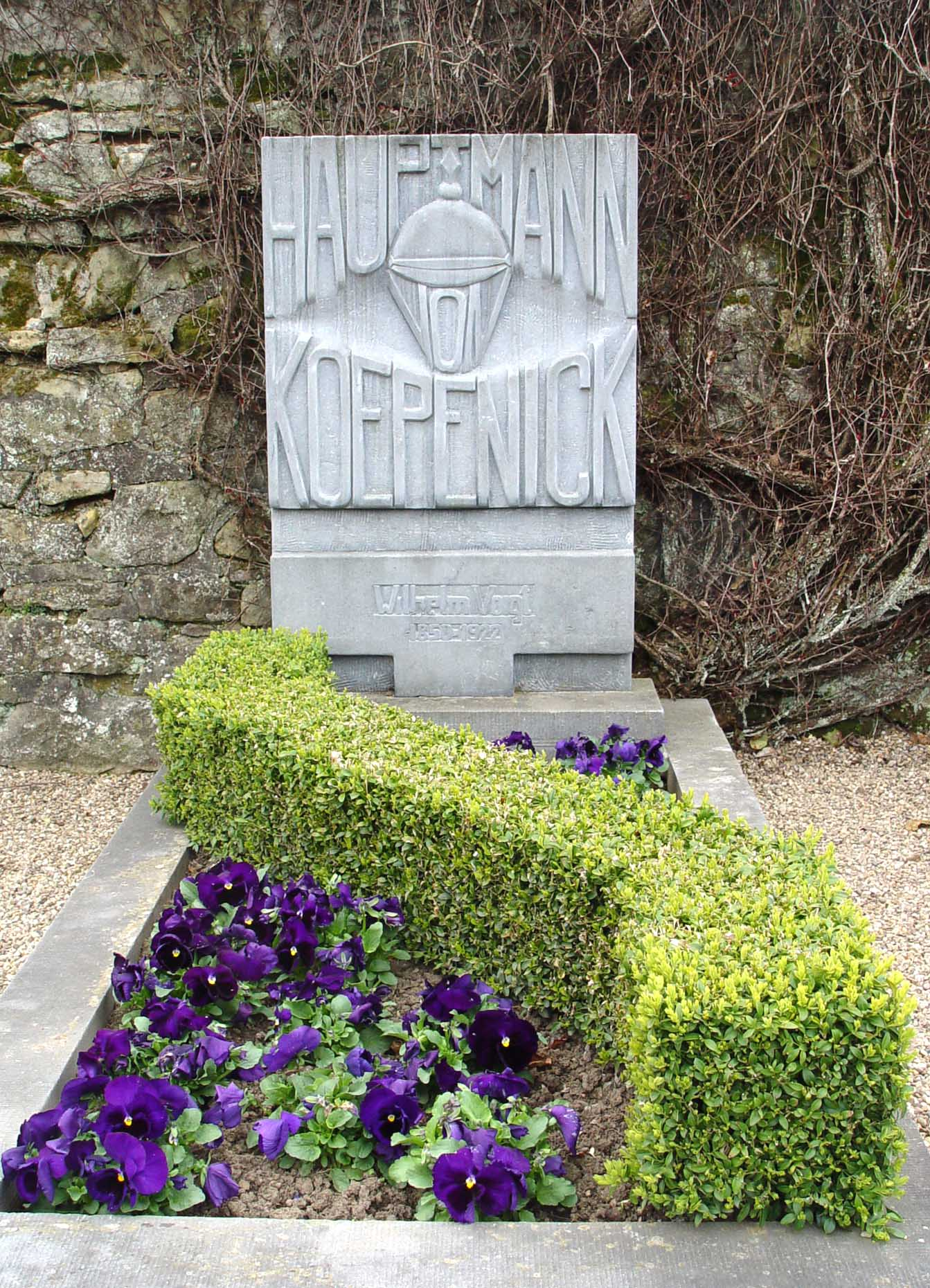
Могила Вильгельма Фогта

В 1961 году уход за могилой Фогта взял на себя цирк Сарразани и установил на ней памятник, на котором в карикатурном стиле изображена голова немецкого солдата в островерхой каске германской армии с открытым ртом, готовым отдавать приказы, с подписью «капитан» из Кёпеника.
С 1975 года уход за могилой осуществляется государством, и по требованию некоторых депутатов Европейского парламента могильная плита была обновлена: теперь на ней остались только немецкая каска и подпись «„Капитан“ из Кёпеника», к которой добавились настоящая фамилия и неправильно указанные даты жизни (1850—1922).
В 1999 году власти города Люксембург отказали в разрешении о переносе останков Фогта в Берлин. Дом, в котором жил Вильгельм Фогт, был снесён.

### Памятники «капитану» из Кёпеника

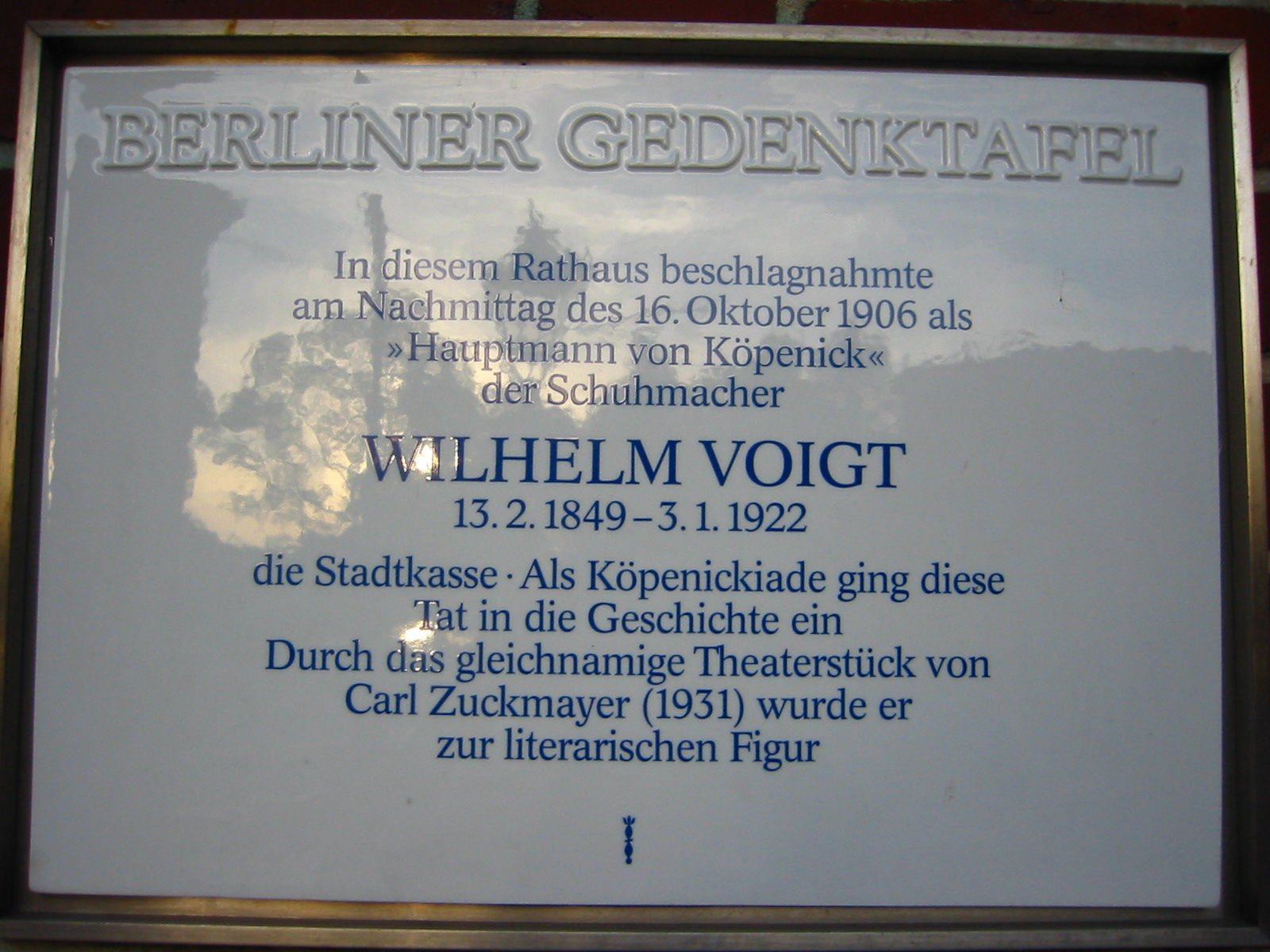
Памятная доска Вильгельму Фогту в Берлине

У входа в ратушу Кёпеника в 1996 году был установлен бронзовый памятник «капитану» из Кёпеника, созданный армянским скульптором Спартаком Бабаяном. На стене ратуши висит памятная доска Вильгельму Фогту. В Висмаре на доме, где Фогт жил и работал у придворного обувщика Гильбрехта, также установлена мемориальная доска.
В берлинском киноархиве сохранились оригинальные кадры, на которых запечатлён знаменитый «капитан» из Кёпеника. Восковая фигура «капитана» демонстрируется в Музее мадам Тюссо.
События в Кёпенике легли в основу трагикомедии Карла Цукмайера «Капитан из Кёпеника. Немецкая сказка» (нем. Der Hauptmann von Köpenick. Ein deutsches Märchen, 1928). В 1931 году она послужила основой для одноимённого фильма с Максом Адальбертом в главной роли, снятого австрийским (впоследствии американским) кинорежиссёром Рихардом Освальдом. Однако сюжет был впервые экранизирован по свежим следам ещё в 1906 году и с тех пор ещё 8 раз, включая телефильм 2005 года.